# Guillermo Pinto Agüero
Guillermo Pinto Agüero; (Chillán, 28 de enero de 1869 - La Paz, Bolivia, 1908). Político y abogado chileno, hijo del ex militar y parlamentario José Manuel Pinto Arias y doña Flora Agûero Asenjo. Contrajo matrimonio con Luisa Viel.
Realizó sus estudios en el Colegio de los Sagrados Corazones de Santiago y en el Instituto Nacional. En la Universidad de Chile se recibió como abogado, en 1890. 
Durante la Guerra del Pacífico (1879-1883) suspendió sus estudios para cumplir una comisión oficial en Lima. Integró las filas del Partido Liberal Democrático.

## Actividades políticas
- Secretario en el Ministerio de Marina (1885).
- Subsecretario de Estado en la cartera de Marina (1888).
- Jefe de Sección del Ministerio de Marina (1890).
- Secretario de la Comandancia General de Marina (1891).
- Profesor de Derecho de la Escuela Naval (1891).
- Subsecretario de Estado en la cartera de Justicia (1891).

El triunfo de la revolución de 1891 lo despojó de sus actividades por ser adherente al depuesto presidente José Manuel Balmaceda. Escribió en La República y en La Nueva Revolución, revistas que fue redactor de planta.
- Diputado representante de Arauco, Lebu y Cañete (1897-1900).
- Diputado representante de Ovalle, Illapel y Combarbalá (1900-1903).
- Diputado representante de Constitución y Cauquenes (1903-1905).
- Ministro de Justicia e Instrucción Pública (1905-1906).
- Diputado representante de Constitución y Cauquenes (1906-1909).

Trabajó en el despacho del Código de Procedimiento Penal de 1906, siendo Ministro de Justicia e Instrucción Pública. Dejó el Congreso en 1907 para ser nombrado Ministro Plenipotenciario en Ecuador, Colombia y Centroamérica, incorporándose en su reemplazo Pedro García de la Huerta Izquierdo.
Falleció en Bolivia, efectuando funciones diplomáticas (1908). Sus restos fueron repatriados.